# Skuriotisa
Skuriotisa lub Fukasa (gr. Σκουριώτισσα lub Φουκάσα) – wieś w Republice Cypryjskiej, w dystrykcie Nikozja. W 2011 roku liczyła 11 mieszkańców.